# Sabrina Mulrain
Sabrina Mulrain (ur. 10 czerwca 1978 w Moers) – niemiecka lekkoatletka specjalizująca się w biegach sprinterskich, olimpijka.
Na arenie międzynarodowej odniosła następujące sukcesy:
| Rok  | Miejsce   | Zawody                         | Konkurencja                      | Pozycja                     | Wynik       |
| ---- | --------- | ------------------------------ | -------------------------------- | --------------------------- | ----------- |
| 1997 | Lublana   | mistrzostwa Europy juniorów    | bieg na 200 m sztafeta 4 × 100 m | złoty medal                 | 23,35 44,24 |
| 1998 | Budapeszt | mistrzostwa Europy             | bieg na 200 m                    | 6. miejsce                  | 23,04       |
| 1999 | Göteborg  | młodzieżowe mistrzostwa Europy | bieg na 200 m sztafeta 4 × 100 m | brązowy medal srebrny medal | 22,85 43,53 |
| 2000 | Sydney    | letnie igrzyska olimpijskie    | sztafeta 4 × 100 m               | 6. miejsce                  | 43,11       |

Trzykrotna medalistka mistrzostw Niemiec w biegu na 200 m: srebrna (2000) oraz dwukrotnie brązowa (1999, 2005). Dwukrotna srebrna medalistka mistrzostw Niemiec w sztafecie 4 × 100 m (2004, 2005). Halowa mistrzyni Niemiec w sztafecie 4 × 200 m (2005).
Rekordy życiowe: 
- stadion

- bieg na 100 m – 11,54 (1 września 2000, Berlin)
- bieg na 200 m – 22,73 (16 maja 2004, Paryż)
- sztafeta 4 × 100 m – 42,77 (17 września 2000, Brisbane)

- hala

- bieg na 50 m – 6,50 (3 lutego 2001, Bad Segeberg)
- bieg na 60 m – 7,41 (13 lutego 2000, Sindelfingen)